# 刚毛鳞盖蕨
刚毛鳞盖蕨（学名：Microlepia hispida）为姬蕨科鳞盖蕨属下的一个种。

## 扩展阅读
- 維基物種上的相關：刚毛鳞盖蕨